# Liste der Kulturdenkmäler im Main-Taunus-Kreis

Kommunen im Main-Taunus-Kreis

Die Liste der Kulturdenkmäler im Main-Taunus-Kreis enthält die Kulturdenkmäler im Main-Taunus-Kreis. Rechtsgrundlage für den Denkmalschutz ist das Denkmalschutzgesetz in Hessen.
Sie lässt sich nach den kreisangehörigen Kommunen gliedern:
- Liste der Kulturdenkmäler in Bad Soden am Taunus
- Liste der Kulturdenkmäler in Eppstein
- Liste der Kulturdenkmäler in Eschborn
- Liste der Kulturdenkmäler in Flörsheim am Main
- Liste der Kulturdenkmäler in Hattersheim am Main
- Liste der Kulturdenkmäler in Hochheim am Main
- Liste der Kulturdenkmäler in Hofheim am Taunus
- Liste der Kulturdenkmäler in Kelkheim (Taunus)
- Liste der Kulturdenkmäler in Kriftel
- Liste der Kulturdenkmäler in Liederbach am Taunus
- Liste der Kulturdenkmäler in Schwalbach am Taunus
- Liste der Kulturdenkmäler in Sulzbach (Taunus)